# 賴純純
賴純純（1953年—），臺灣女性藝術家，創作涵蓋雕塑、繪畫、公共藝術等領域。:100

## 生平

### 出身與求學時期
賴純純生於臺灣臺北市一個知識份子家庭，童年時期接觸音樂、舞蹈、繪畫:81。
中國文化學院求學時期，受廖繼春之影響，賴純純也開始接觸野獸派馬諦斯的作品:82。而後賴純純前往日本攻讀多摩美術大學碩士學位:100，之後再赴美國柏拉特版畫室研究進修:112。

### 現代藝術工作室
臺北市立美術館開幕之後，賴純純返回臺灣定居。時值旅居英國藝術家林壽宇抵臺舉辦個展，林壽宇提倡觀念藝術、極限藝術等強調簡潔、低限元素的使用風格，賴純純受其影響。1986年，賴純純與莊普、張永村等人成立「SOCA現代藝術工作室」，以賴純純持有的臺北市建國北路舊樓房作為工作室場所，進行創作與公開展覽:95。早於文建會、國藝會等官方機構成立之前，賴純純在臺灣展開重要的嘗試藝術家要獨立自主的宣告自己的創作自己的展覽，無須經過檢查或批准, 即替代空間的濫觴，並開設課程招募學員、國際藝術家交換、藝術駐村，而後成立SOCA新人獎，進行相關藝術教育、推廣等工作。
賴純純的作品於1980年代中晚期臺灣大型美術館相繼開館之後，有機會向公眾展出。:26

## 作品
賴純純認為女藝術家同為藝術家的一份子，她的作品批判社會不須強調作者的女性身份。:89
賴純純善於運用幾何形狀製作雕塑。1980年代，賴純純突出素材本身強烈的特徵展出雕塑。
下列賴純純作品照片是維基共享資源內的可用照片，可能不是賴純純的代表作。

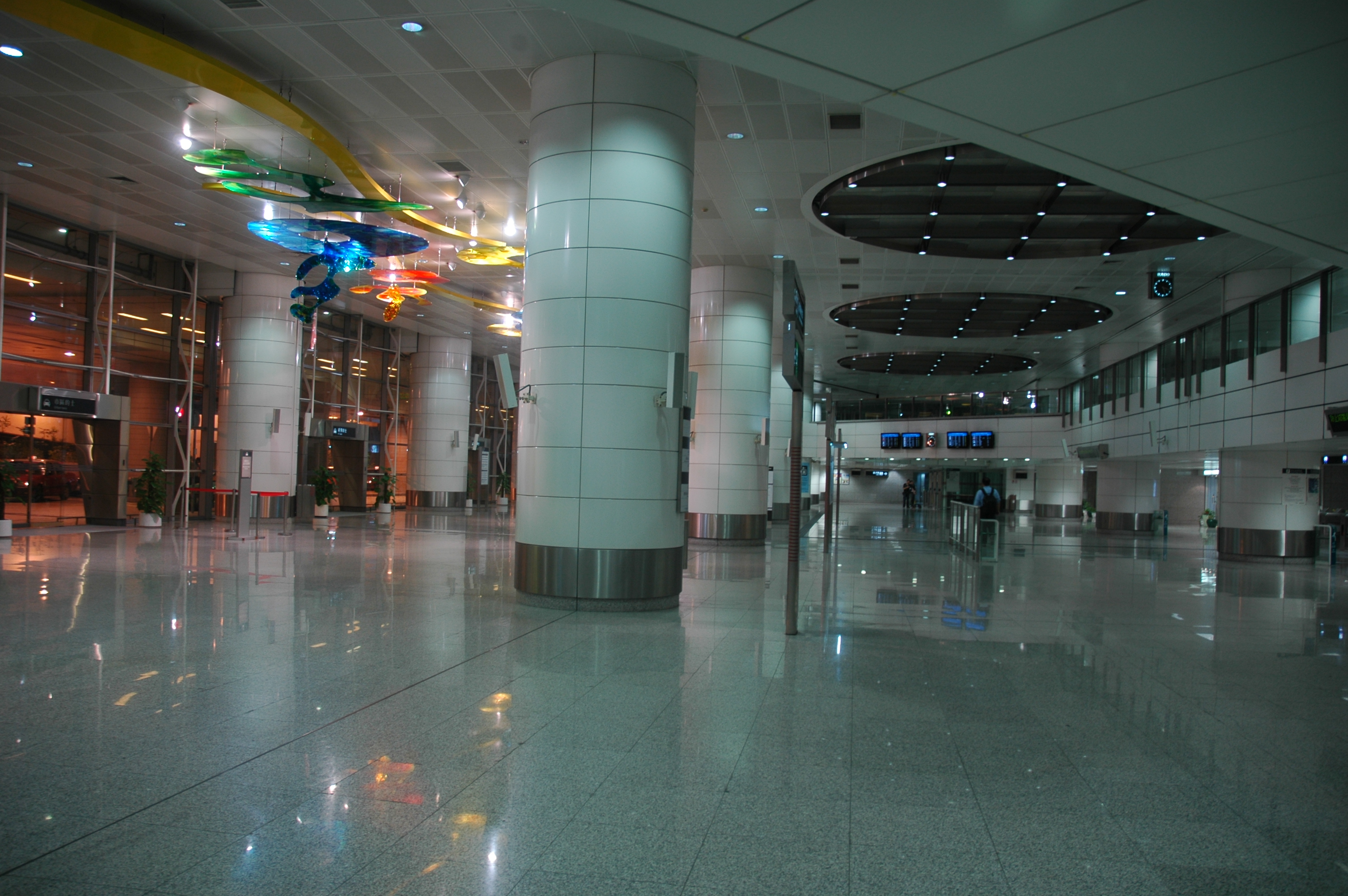
香港青衣站《海洋大關園》
嘉義地方法院大門前《真善美的臨界點-法：平等石》

## 外部連結
- 賴純純工作室 （页面存档备份，存于）